# Skylab II
Skylab II é um álbum ao vivo do cantor brasileiro Rogério Skylab; o segundo de sua série de dez álbuns epônimos e numerados, e seu primeiro álbum ao vivo como um todo, foi lançado de forma independente em 2000 e gravado durante uma apresentação no Hipódromo Up no Rio de Janeiro no mesmo ano. Löis Lancaster, vocalista da atualmente extinta banda de rock experimental Zumbi do Mato (uma das maiores influências de Skylab), foi um músico convidado para o disco, contribuindo com vocais adicionais para a faixa "Samba". Nove anos depois, Lancaster retornaria em Skylab IX. O álbum é considerado um dos melhores de Skylab tanto pelos fãs quanto pela crítica, e as canções "Convento das Carmelitas" e "Carrocinha de Cachorro-Quente" passariam a ser incluídas com grande regularidade nas set lists de seus shows após aparecerem gravadas aqui pela primeira vez. Uma regravação em estúdio de "Cu e Boca" apareceria seis anos depois em Skylab VI; subsequentemente, "Ato Falho" e "Música Suave" foram regravadas para Caos e Cosmos, Vol. 2 em 2022.
O álbum pode ser baixado gratuitamente no site oficial de Skylab.

## Antecedentes
Após trabalhar com o célebre produtor Robertinho de Recife em Skylab I e sentir-se insatisfeito com o produto final, Skylab decidiu assumir por conta própria a produção de seus lançamentos subsequentes a fim de obter um maior controle criativo – algo que alegou não ter tido ao trabalhar em Skylab I, por isso sua insatisfação. Como resultado, ele já chegou a afirmar que prefere Skylab II a seu predecessor, sob o pretexto de que "[Skylab II] é 100% Skylab. [Skylab I] era 80% Robertinho".

## Recepção
O blog Disco Furado fez uma análise positiva do álbum, dizendo que "enquanto em seu primeiro álbum Skylab parecia restringido pela produção de Robertinho de Recife, foi neste que ele pôde mostrar a pungência que suas letras precisavam". Também chamou a banda de apoio de Skylab de "excelente".
O site La Cumbuca incluiu Skylab II em 24º lugar em sua lista dos 200 Melhores Discos Nacionais dos Anos 2000. Skylab IV, V e VII também apareceram na lista, em 42º, 71º e 110º lugar, respectivamente.

## Faixas
Todas as faixas escritas e compostas por Rogério Skylab. 
| N.º | Título                          | Duração |  |
| 1.  | "Metrô"                         | 3:09    |  |
| 2.  | "Jesus!"                        | 3:23    |  |
| 3.  | "Carne Humana"                  | 2:33    |  |
| 4.  | "Motosserra"                    | 3:54    |  |
| 5.  | "Naquela Noite"                 | 3:24    |  |
| 6.  | "Convento das Carmelitas"       | 3:33    |  |
| 7.  | "Derrame"                       | 2:13    |  |
| 8.  | "Urubu"                         | 4:28    |  |
| 9.  | "Matadouro de Almas"            | 3:29    |  |
| 10. | "Sensações/Fora da Grei"        | 4:47    |  |
| 11. | "Música Suave"                  | 3:10    |  |
| 12. | "Ato Falho"                     | 1:45    |  |
| 13. | "Carrocinha de Cachorro-Quente" | 3:41    |  |
| 14. | "Privada Entupida"              | 3:54    |  |
| 15. | "Funérea"                       | 2:39    |  |
| 16. | "Cu e Boca"                     | 3:10    |  |
| 17. | "Samba" (part. Löis Lancaster)  | 4:34    |  |
| 18. | "Matador de Passarinho"         | 3:41    |  |

## Créditos
- Rogério Skylab – vocais, produção
- Wlad – baixo
- Alexandre Guichard – violão
- Marcelo B. – bateria
- Alexandre BG – guitarra
- Löis Lancaster – voz adicional, trombone (faixa 17)
- Solange Venturi – fotografia
- Flávio Lazarino – arte de capa
- Bienvenido – operador técnico